# یواس‌اس اراپاهو (ای‌تی‌اف-۶۸)
یواس‌اس اراپاهو (ای‌تی‌اف-۶۸) (به انگلیسی: USS Arapaho (ATF-68)) یک کشتی بود که طول آن 205' بود. این کشتی در سال ۱۹۴۲ ساخته شد.